# František Josef Prokop

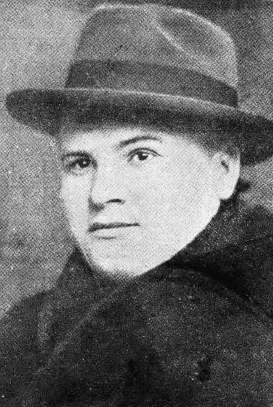
František Josef Prokop, um 1926

František Josef Prokop (* 18. Juli 1901 in Hořovice; † 21. September 1973 in Prag) war ein tschechischer Schachkomponist und Schachspieler. Gelegentlich benutzte er die Pseudonyme A. Sedláček und Pražský.

## Leben
Prokop studierte an der naturwissenschaftlichen und an der juristischen Fakultät der Tschechischen Technischen Hochschule in Prag. Nach vier Semestern traten 1922 nach dem Tod seines Vaters finanzielle Schwierigkeiten in der Familie auf, weshalb Prokop eine Karriere als Journalist zunächst in der Olomoucer Zeitschrift Pozor begann, nach einem Jahr verließ er jedoch das mährische Olomouc wieder. 1923 musste Prokop nicht zum Militärdienst antreten, vermutlich lag dies an einer Tuberkuloseerkrankung. 1924 und 1925 arbeitete Prokop für die rechtsextreme Zeitschrift 28. rijen, die nach dem Datum der Unabhängigkeit benannt war, von 1927 bis 1936 für die Národní listy, wo er für die 1928 begonnene Monatsschrift zum Chefredakteur ernannt wurde. Die Zeitschrift wurde jedoch nach sechs Monaten eingestellt. Prokop wurde in den 1930ern Filmkritiker und Sachbearbeiter der Schachkolumne der Národní listy. Später wurde er erst Hauptschriftleiter des České slovo und dann der Lidové noviny in Prag. Seine journalistische Tätigkeit wurde oftmals durch Erwerbslosigkeit unterbrochen.
1938 erbte Prokop von einem Onkel und lebte fortan als Privatier, doch 1940 musste er wieder seine journalistische Tätigkeit aufnehmen.
In einem Strafverfahren nach dem Zweiten Weltkrieg wurde Prokop wegen Kollaboration als Journalist während der Besetzung der Tschechoslowakei zu einer Freiheitsstrafe von vier Jahren verurteilt.
Prokop heiratete 1929 Anna Sedláčková, die Ehe blieb kinderlos.

## Schachkomposition
Obwohl selbst ein starker praktischer Schachspieler (nach historischer Elo-Zahl war er im September 1944 auf Platz 84 der Weltrangliste), wandte er sich bald mehr und mehr der Schachkomposition zu und erzielte mit seinen Endspielstudien glänzende Erfolge. Bereits in den ersten vier Jahren seines schöpferischen Wirkens von 1924 bis 1927 stellte er sich der Schachwelt mit seinen Werken als vollendeter Künstler vor. Von Anfang an drückte er seinen Arbeiten das Merkmal seiner prägnanten Persönlichkeit auf. Neben theoretischen Studien bevorzugte er ästhetisch ansprechende Positionen, in denen Gedankenreichtum und technische Perfektion zum Ausdruck gebracht werden konnten.
In der Prager Schachwelt war Prokop mit den besten Komponisten im Austausch, was seine Disziplin bei der Auswahl, die Tiefe seiner Gedanken und das feine Empfinden bei seiner schöpferischen Tätigkeit positiv beeinflusste. Dabei übertrug Prokop Elemente der Komposition von Schachaufgaben auf die Studie. Vor allem zeigt sich das im Chamäleonecho seiner Pattbilder, ein Markenzeichen der böhmischen Endspielstudie.
Diesen mit Vorliebe gewählten Vorwurf pflegte er auch im Selbstmatt.
|   | a | b | c | d | e | f | g | h |   |
| 8 |   |   |   |   |   |   |   |   | 8 |
| 7 |   |   |   |   |   |   |   |   | 7 |
| 6 |   |   |   |   |   |   |   |   | 6 |
| 5 |   |   |   |   |   |   |   |   | 5 |
| 4 |   |   |   |   |   |   |   |   | 4 |
| 3 |   |   |   |   |   |   |   |   | 3 |
| 2 |   |   |   |   |   |   |   |   | 2 |
| 1 |   |   |   |   |   |   |   |   | 1 |
|   | a | b | c | d | e | f | g | h |   |

Lösung:

1. Sd5+ Kb8

2. Sxe3 Dxe3

3. De8+! Lxe8 patt

2. … Sg6+

3. Kxh5 Sf4+!

4. Kh6! Dxe3

5. De8+ Kxb7

6. Dxe7+! Dxe7 patt

2. … Sf3+

3. Kxh5 Dxe3

4. De8+ Kxb7

5. Dd7+ Ka6

6. De6+! Dxe6 patt,
 Chamäleonecho zur vorhergehenden Variante.
Seit 1956 war František Prokop Internationaler Preisrichter für Schachkomposition.

## Schriften
- 212 Endspielstudien. A. Lapáček, Prag 1943
- Zauber des Schachdiagramms. Ústřední dům děti a mládeže Julia Fučika, Prag 1968